# 豊受村
豊受村（とようけむら）は、群馬県の南部、佐波郡に属していた村。

## 地理

### 村内を流れる主な河川
- 利根川
- 広瀬川
- 韮川
- 大川

### 隣接自治体
- 群馬県
  - 伊勢崎市
  - 佐波郡名和村、剛志村、島村
- 埼玉県
  - 本庄市

## 歴史
- 1889年（明治22年）4月1日 - 町村制施行により、周辺10村（馬見塚村、除ヶ村、大正寺村、外道寺村、富塚村、長沼村、上蓮沼村、下蓮沼村、東飯島村、国領村）が合併し那波郡豊受村が成立する。
- 1896年（明治29年）4月1日 - 郡統合（佐位郡と那波郡の統合）により佐波郡に属する。
- 1955年（昭和30年）3月25日 - 宮郷村、名和村とともに伊勢崎市へ編入される。

## 地域

### 村内の大字

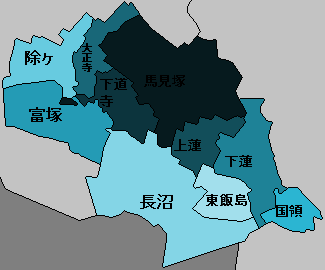

名和村で使われていた大字は、下記の通り伊勢崎市に編入された際廃止され、新たに町名が設置された。ほとんどの大字はそのまま大字の字句が取り外され、町名として使われたが一部方角を冠している大字は方角を指す字句が取り外された。例外として大字馬見塚は6つ、大字長沼は2つ町名が設置された（現在はどちらも再編され1つの町名になっているが、市の中の行政区としては存在している。馬見塚町の方は、上記の6町に馬見塚町リバータウン広瀬を加えた7区体制となっている）。また、大字上蓮沼、下蓮沼も改称し上蓮町、下蓮町となった。
- 除ケ
- 大正寺
- 富塚
- 下道寺
- 馬見塚
- 長沼
- 上蓮沼
- 下蓮沼
- 国領
- 東飯島
- 羽黒

### 教育
小学校
- 豊受村立豊受小学校(現・伊勢崎市立豊受小学校、伊勢崎市立坂東小学校)

中学校
- 豊受村立豊受中学校(伊勢崎市立豊受中学校→伊勢崎市立第二中学校→伊勢崎市立第四中学校)